# Hípies d'Elis

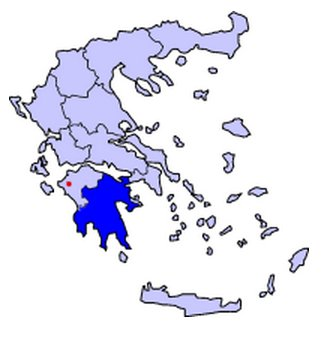
Elis, ciutat natal d'Hípies

Hípies o Hípias (grec antic: Ἱππίας, llatí: Hippias) fou un sofista i filòsof de l'antiga Grècia nadiu de la ciutat d'Elis.

## Vida
Hípies era fill de Diopites. Fou deixeble d'Hegesidam i contemporani de Protàgores i Sòcrates. El govern d'Elis el va enviar com a ambaixador a Esparta en missió diplomàtica. Va viatjar també per moltes ciutats i districtes de Grècia per adquirir riquesa i celebritat, ensenyant i fent discursos. El seu caràcter és descrit com a vanitós i arrogant. Hípies es va fer famós per la seva polymathia, o coneixement de moltes coses. Es lloava de ser capaç d'aprendre tot sobre qualsevol tema, gràcies a la seva prodigiosa memòria, ja que podia, per exemple, recordar una llista de noms havent-la sentida només una vegada.
Probablement, va ser a causa de la seva activitat política que va morir. Segons narra Tertul·lià, Hípies hauria estat assassinat per haver conspirat contra la seva pròpia ciutat, durant la revolució oligàrquica del 399 aC a l'Èlide, o amb l'intent de retorn dels exiliats demòcrates el (343 aC). Podria ser que Tertulià confongués el sofista amb el tirà Hípies, fill de Pisístrat.
Algunes fonts citen que va tenir una filla, Platane, que es va casar amb Isòcrates quan ja era vell; i que va adoptar un jove, de nom Afareo. Alguns estudiosos opinen que Platane era l'esposa del sofista i no la filla, entre ells està Untersteiner.

## Filosofia
Defensa la tesi de la contraposició entre l'estat natural i l'ordre social. La naturalesa tracta els individus per un igual, mentre que la llei política és la causa de la desigualtat social.
Aquesta afirmació es fonamenta en:
- Els principis de la natura tenen validesa universal i són vigents per a tothom.[9]
- Les lleis polítiques (que són antinaturals) només es poden imposar per força.

Per tant, "la llei tiranitza l'ésser humà i el força a moltes coses contra natura", d'on en dedueix la necessitat de retornar a l'estat natural.
La seva filosofia és propera en aquest sentit a la d'Antifont.

## Obra
La principal informació que se'n té ve donada per Plató en la seva obra Protàgores, en què afirma que Hípies va ensenyar que "la llei és el tirà dels humans i els força a moltes coses contràries a la natura", i en les seves obres Hípies major i Hípies menor.
A més de la filosofia, tenia curiositat per molts dels camps del saber humà, entre els quals destaca "la ciència de la societat" i el seu llibre Synagoga, Συναγωγὴ (Miscellanea), de caràcter enciclopèdic, que no es conserva però va ser esmentat per Ateneu. Sòcrates diu que va publicar tractats sobre èpica, poesia, tragèdies, ditirambes i discursos com a produccions pròpies.

## Trisectriu

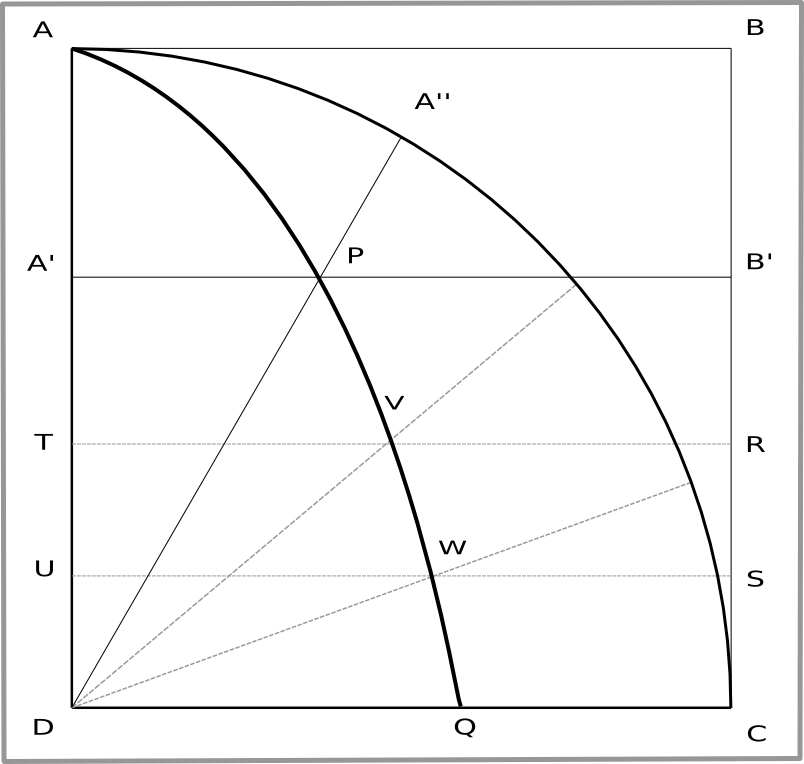
La trisectriu d'Hípies

Pappus d'Alexandria, en el llibre IV de la seva Synagoga (col·lecció Matemàtica), parla d'una de les corbes més antigues estudiades. Procle i altres escriptors de l'antiguitat atribueixen la seva descoberta a Hípies.
En un quadrat ACBD (imatge) sigui el costat AB canviat de manera uniforme cap avall a partir de la seva posició inicial perquè coincideixi amb DC. Suposem que aqueix lleu moviment succeeix al mateix temps que el costat DA gira cap a la dreta des de la seva posició inicial fins a coincidir amb DC. Si es donen les posicions dels segments en un instant fix per a qualsevol A’B’ i DA’’, respectivament, i P és el punt d'intersecció de A’B’ i DA’’, el lloc descrit per P durant aquests moviments serà la trisectriu d'Hípies –la corba APQ de la imatge.
La corba permet la trisectriu d'un angle amb facilitat: Si PDC és l'angle que es vol triseccionar, dividim en tres els segments B’C i A’D com els punts R, S, T i U. Si els segments de la recta TR i US tallen la trisetriu en els V i W, respectivament, les rectes VD i WD dividiran l'angle {\displaystyle {\widehat {PDC}}} en tres parts iguals.
La descripció donada per Pappus sobre la principal propietat d'aquesta corba fa que sigui molt possible que s'hagi inventat durant la recerca de la forma per a la trisecció de l'angle. Es creu que Hípies sabia que la corba podria ser utilitzada per a cercar la quadratura del cercle, però que no ho va poder demostrar. Posteriorment, la corba fou utilitzada per Dinòstrat per a fer la quadratura i, per això, també se la coneix amb el nom de quadratriu.